# 飛虎 (無綫電視劇)
《飛虎》（英語：Tiger Cubs），香港電視廣播有限公司時裝警匪電視劇，由馬德鐘及宣萱領銜主演，並由羅仲謙、梁烈唯、王浩信、黃智雯、苟芸慧、袁偉豪、翟威廉、林嘉華及曾偉權聯合演出，監製林志華。此劇以香港警務處特別任務連（飛虎隊）為主題，製作成本逾千萬港元；本劇為第15屆香港國際影視展中獲無綫電視推介的6部重頭劇集之一，亦為2012無綫節目巡禮劇集之一。以電視電影的模式播出。

## 劇情簡介
警隊轄下的特別任務連（SDU），俗稱飛虎隊，除了支援警隊部門偵查刑事重案、潛水搜索，還肩負非一般重要任務，如對付持有重型軍火、窮凶極惡的悍匪、恐怖分子、國際性活動的保安工作或出任政商要人的貼身保鑣等，隨時面對生死。
故事搜羅關於飛虎隊的種種故事、細節改編而成，講述特別任務連在指揮官展瀚韜帶領下，與支援警隊部門的偵查及搜集情報事務的有組織罪案及三合會調查科（俗稱O記）督察莊卓嬅合作，一同應對不同的警務任務。

## 演員表

### 特別任務連（SDU／飛虎隊）
| 演員   | 角色   | 暱稱／關係 |
| 林嘉華 | 梁日鋒 | 梁Sir 前华籍英兵 警司 / 指挥官 展瀚韜、高兆倫之上司 於第10集暫任A Team隊長，後回復指揮官身份 於《飛虎II》中交代調職                                                                                                 |
| 馬德鐘 | 展瀚韜 | 展Sir 高級督察、A team隊長 展雲超、羅寶蓮之子 丁慧慧之男友，後分手 梁日鋒之下屬 莊卓源之上司兼好友 於第10集因演習時出錯而被梁日鋒降職為後勤，後復職 于第13集成為莊卓嬅之男友                                        |
| 黃智雯 | 蘇文強 | Madam So、阿强 見習督察、A team行動支援 梁日鋒、展瀚韜之下屬 莊卓源好友 俞學禮之鬥氣冤家，後成為女友 童年由林淽诺飾演 曾有畏高，在俞學禮的幫助下克服畏高 于13集尾轉入行動組 名字影射蘇強文                          |
| 曾偉權 | 葉樹輝 | 媽打 警署警長、A team副隊長 張小瑩之夫 梁日锋，展瀚韜和蘇文強之下屬 於第10集出勤時因手榴彈爆炸而重傷昏迷，後甦醒 於第11集因腳傷轉職A team行政支援 於《飛虎II》中沒有出現，但無交代原因                              |
| 梁烈唯 | 莊卓源 | 署理警長，A team狙擊手 莊卓嬅之弟 展瀚韜之下屬兼好友 丁慧慧之男友 少年由劉雋賢飾演 |
| 王浩信 | 邱駿軒 | 軒仔 署理警長，A team狙擊手 邱駿生之弟 俞學禮之好友 展瀚韜之下屬 于第13集追捕杜天宇時開槍射爆快艇油缸引致爆炸令姚美玲毀容，被杜天宇憎恨 于第13集被杜天宇迷晕并捆绑在十字架上虐待 于第13集被姚美玲射斷手腳後被其殺害 |
| 羅仲謙 | 俞學禮 | Bob仔 署理警長，A team隊員 俞世棠、吳愛慈之子 俞學恩之弟 展瀚韜之下屬 邱駿軒之好友 蘇文強之鬥氣冤家，後成為男友 |
| 袁偉豪 | 謝家星 | 星仔 署理警長，A team隊員 展瀚韜之下屬 |
| 翟威廉 | 張繼光 | 光仔 署理警長，A team隊員 展瀚韜之下屬 於《飛虎II》中調往刑事情報科 |
| 曾守明 | 龍劍飛 | 龍婆 署理警長、A team隊員、狙擊手、潛水員，後接任做A team副隊長 展瀚韜之下屬 於《飛虎II》中調往有組織罪案及三合會調查科                                                                                             |
| 李 嘉  | 郭耀祖 | 掌門人 署理警長，A team隊員 展瀚韜之下屬 |
| 胡炯龍 | 許志仁 | 賤仁 署理警長，A team隊員、狙擊手 展瀚韜之下屬 |
| 楊鴻俊 | 黎振豪 | 署理警長，A team隊員 展瀚韜之下屬 |
| 陳偉洪 | 林君朗 | 署理警長，A team隊員 展瀚韜之下屬 |
| 許明志 |        | 警員，A team行动支援文員 |
| 朱敏瀚 |        | 警員，A team行动支援文員 |
| 王俊棠 | 高兆倫 | 高Sir 高級督察、B team隊長 梁日鋒之下屬 |
| 黃澤鋒 | 李 雄  | 大雄 警署警長，B team副隊長 高兆倫之下屬 |
| 郭卓樺 | 潘正男 | 阿男 署理警長、B team狙擊手 高兆倫之下屬 |
| 楊證樺 | 徐健康 | 署理警長、B team隊員 高兆倫之下屬 於第8集被綁匪開槍打死，因公殉職 於第9集交待獲安葬於浩園 |
| 楊智朗 | 劉 宗  | 署理警長，B team隊員 高兆倫之下屬 |
| 何俊軒 | 胡力全 | 署理警長，B team隊員 高兆倫之下屬 於《飛虎II》中調往A Team |
| 何君誠 | 郭德偉 | 署理警長，B team隊員 高兆倫之下屬 於《飛虎II》中調往A Team |
| 許家傑 | 徐家明 | 署理警長，B team隊員 高兆倫之下屬 於《飛虎II》中調往A Team |
| 侯建民 | 黃晉祥 | |

### 有組織罪案及三合會調查科（O記）
| 演員           | 角色   | 暱稱／關係 |
| 李鴻           | 汪大偉 | 汪Sir 警司 莊卓嬅之上司 |
| 石天欣（青年） | 莊卓嬅 | Madam莊 高級督察 莊卓源之姊 錢富邦之前女友 展瀚韜之女友 汪大偉之下屬 于第13集被展瀚韬求婚 於《飛虎II》中交代去英国进修，並和展瀚韜分手 |
| 宣 萱          | 莊卓嬅 | Madam莊 高級督察 莊卓源之姊 錢富邦之前女友 展瀚韜之女友 汪大偉之下屬 于第13集被展瀚韬求婚 於《飛虎II》中交代去英国进修，並和展瀚韜分手 |
| 鄧健泓         | 方永彬 | Ben 警長 莊卓嬅之下屬 第6、10集以飛虎隊為主線而沒有出現 第11集被鄧福齊槍傷                                                             |
| 張嘉兒         | 馮嘉美 | May 警员 莊卓嬅之下屬 |
| 林遠迎         | 羅小波 | 警員 莊卓嬅之下屬 |
| 湯俊明         | 林 坤  | 警員 莊卓嬅之下屬 |
| 菁 瑋          |        | 軍裝警察 |
| 陳珈穎         |        | 軍裝警察 |
| 謝卓言         |        | 軍裝警察 |
| 潘宗揚         |        | 軍裝警察 |

### 展家
| 演員   | 角色   | 暱稱／關係                                                                |
| 白 彪  | 展雲超 | 退休警察 羅寶蓮之夫 展瀚韜之父 PC吧老闆 於《飛虎II》中交代在大陸開酒吧    |
| 盧宛茵 | 羅寶蓮 | Pauline姐 展雲超之妻 展瀚韜之母 PC吧老闆娘 於《飛虎II》中交代在大陸開酒吧 |
| 馬德鐘 | 展瀚韜 | 展雲超、羅寶蓮之子 參見飛虎隊                                             |

### 葉家
| 演員   | 角色   | 暱稱／關係                           |
| 曾偉權 | 葉樹輝 | 媽打 Grace之父 張小瑩之夫 參見飛虎隊 |
| 姚瑩瑩 | 張小瑩 | Grace之母 葉樹輝之妻                 |
| 莊錠欣 | Grace  | 葉樹輝、張小瑩之女                   |

### PC吧
| 演員   | 角色   | 暱稱／關係                |
| 白 彪  | 展雲超 | 超叔、超Sir 老闆 參見展家 |
| 盧宛茵 | 羅寶蓮 | Pauline姐 老闆娘 參見展家 |

### 案件人物

#### 賊王初现（第1、13集）
| 演員   | 角色         | 暱稱／關係 |
| 馬國明 | 杜天宇       | 本剧终极大反派 宇哥 賊王 姚美玲之夫 殺害羅永富、何一兵 於第1集被展瀚韜射傷拘捕 於第13集逃獄，后在船上和展瀚韜打架时，按下启动炸弹按钮跳下海裏被炸死 |
| 賈曉晨 | 姚美玲       | 本剧第二大反派 賊 杜天宇之妻 於第1集被捕 於第13集協助杜天宇逃獄，后被射死                                                                           |
| 陳志健 | 何一兵       | 大賊 杜天宇之手下 於第1集被警方開槍射傷，後被杜天宇割斷大動脈而死兼棄屍                                                                             |
| 李啟傑 | 良           | 大賊 杜天宇之手下 於第1集被俞學禮開槍擊斃 |
| 陸駿光 | 鵬           | 大賊 杜天宇之手下 於第1集被飛虎隊開槍擊斃 |
| 王致迪 | 拍賣行經理   | |
| 吳綺珊 | 拍賣行職員   | |
| 葉婷芝 | 拍賣行職員   | |
| 王東泰 | 拍賣行保安   | |
| 鄭子揚 | 拍賣行保安   | |
| 梁証嘉 | 羅永富       | 富仔 軍裝巡邏小隊警員 於第1集被杜天宇割喉殺害 |
| 許碧姬 | 何一兵之外婆 | |
| 侯建民 | 黃晉祥       | |
| 倫紫玄 | 模特兒       | |
| 曾愛媚 | 模特兒       | |
| 羅鈞滿 | 匪 徒        | |
| 柯 嵐  | 匪 徒        | |
| 何偉業 | 匪 徒        | |
| 王德基 | 珠寶行經理   | |

#### 慈父（第2－3集）
| 演員   | 角色       | 暱稱／關係                                                           |
| 黃德斌 | 秦 森      | 秦豹之父 於第2集擄獲俞學禮、邱駿軒 於第3集挾持蘇文強，後被展瀚韜擊斃 |
| 林淑敏 | 唐芊儀     | 秦森之妻 秦豹之母                                                    |
| 梁卓軒 | 秦 豹      | 秦森、唐芊儀之子                                                     |
| 黃俊伸 |            | 秦森之手下                                                           |
| 何慶輝 | 蛇仔明     | 向莊卓嬅提供有關秦森一行人到香港的資料                               |
| 張漢斌 | 孫向陽     | 秦森之同黨 於第3集被飛虎隊擊斃                                       |
| 邵卓堯 | 江國昌     | 秦森之同黨 於第3集被飛虎隊擊斃                                       |
| 高俊文 | 何伟俊     | 秦豹之主診醫生                                                       |
| 曾琬莎 | 珠寶店職員 | 因按下警鐘被發現而被孫向陽槍擊致死                                   |
| 蕭凱欣 | 護士       |                                                                      |
| 蘇麗明 | 護士       |                                                                      |

#### 禮父綁架案（第3－4集）
| 演員   | 角色   | 暱稱／關係 |
| 羅仲謙 | 俞學禮 | Bob仔 署理警長，A team隊員 俞世棠、吳愛慈之子 俞學恩之弟 展瀚韜之下屬 邱駿軒之好友 蘇文強之鬥氣冤家，後成為男友                         |
| 江美儀 | 俞學恩 | Jenny 俞世棠、吳愛慈之女，与俞世棠不和，后和好 俞學禮之姊 唐國棟之女友 與王貴合作綁架俞世棠 於第4集與王貴反目，被他綁架，最後獲救及被捕 |
| 羅樂林 | 俞世棠 | 十大富豪之一，唯一冠军集团主席 吳愛慈之夫 俞學恩、俞學禮之父，与俞学恩不和，后和好 於第3集被王貴绑架 於第4集獲救                        |
| 何啟南 | 唐國棟 | Michael 俞學恩之男友 於第3集被王貴绑架 於第4集獲救                                                                                      |
| 馮素波 | 吳愛慈 | 俞世棠之妻 俞學恩、俞學禮之母 |
| 楊瑞麟 | 楊律師 | Steven 律師 |
| 廖麗麗 | 陸 姐  | 俞家傭人 |
| 冼灝英 | 王 貴  | 與俞學恩合作綁架俞世棠 於第4集與俞學恩反目，並綁架她，最後被展瀚韜開槍擊斃                                                              |
| 江富強 | 東     | 王貴之手下 於第4集被俞學禮擊斃 |
| 趙樂賢 | 狗 仔  | 王貴之手下 於第4集被展瀚韜擊斃 |
| 裘卓能 | 忠     | 王貴之手下 於第4集被莊卓源擊斃 |

#### 偷槍警員（第4集）
| 演員   | 角色   | 暱稱／關係                                                                                     |
| 李成昌 | 林石勇 | 高級警員 被控偷取警方槍械 閔淑芳之前夫 綁架莊卓嬅 曾隸屬莊卓嬅之手下 於第4集開槍自殺未遂及被捕 |
| 曾慧雲 | 閔淑芳 | 林石勇之前妻 阿泰之妻                                                                          |
| 曾健明 | 泰     | 閔淑芳之夫 曾隸屬莊卓嬅之手下 於第4集被林石勇打傷                                              |
| 劉天龍 |        | 探員                                                                                           |
| 黃耀煌 |        | 探員                                                                                           |
| 周麗欣 |        | 探員                                                                                           |

#### 破鄉郊毒窟（第5集）
| 演員   | 角色   | 暱稱／關係 |
| 戴耀明 | 鍾偉佳 | 佳仔 的士司機，訛稱物流公司老闆 吸毒者 張婆之外孫 於第5集吸毒後撞車受傷                                                                           |
| 李 楓  | 張 婆  | 鍾偉佳之外婆 |
| 曾偉權 | 葉樹輝 | 媽打 警署警長、A team副隊長 張小瑩之夫 梁日锋，展瀚韜和蘇文強之下屬 於第10集出勤時因手榴彈爆炸而重傷昏迷，後甦醒 於第11集因腳傷轉職A team行政支援 |
| 姚瑩瑩 | 張小瑩 | 參見葉家 |
| 莊錠欣 | Grace  | 於第5集乘搭鍾偉佳的士時撞車受傷 參見葉家 |
| 方紹聰 | 保     | 吸毒者 鍾偉佳之朋友，後反目 張婆之天敵 |
| 黃文標 |        | 製毒廠頭目 於第5集企圖殺害莊卓嬅反被展瀚韜開槍射死                                                                                                |
| 李興華 |        | 毒品拆家 於第5集被捕 |
| 陳勉良 | 溫 伯  | 看更 |
| 柯嵐   | -      | 毒販 於第5集被捕 |
| 李善恆 | -      | 毒販 於第5集被捕 |
| 顏桂洲 | -      | 毒販 於第5集被捕 |
| 高俊文 | -      | 醫生 |
| 劉天龍 | -      | CID |
| 黃耀煌 | -      | CID |

#### 私刑（第6集）
| 演員   | 角色     | 暱稱／關係 |
| 敖嘉年 | 陳力恆   | 阿恆、力王 陳興、何二妹之子 展瀚韜、郭耀祖之好友 馮芷晴之男友兼未婚夫 向劉秉駒報復 被警方誤為打死周耀威 於第6集被捕 |
| 艾 威  | 劉秉駒   | 阿駒 果欄惡霸 性侵犯馮芷晴遭陳力恆私刑報復 於第6集被捕送院，被警方落案起訴涉嫌謀殺周耀威                            |
| 余子明 | 陳 興    | 興叔 何二妹之夫 陳力恆之父 於第6集激動暈倒送院                                                                      |
| 李麗麗 | 何二妹   | 興嬸 陳興之妻 陳力恆之母                                                                                            |
| 蔣家旻 | 馮芷晴   | 阿晴 陳力恆之女友兼未婚妻 於第6集遭劉秉駒性侵犯後跳樓自殺身亡                                                       |
| 羅天池 | 周耀威   | 阿威 劉秉駒之手下 於第6集被劉秉駒誤殺                                                                               |
| 杜 港  | 青       | 陳力恆之手下 於第6集被捕                                                                                            |
| 楊潮凱 | 平       | 陳力恆之手下 於第6集被捕                                                                                            |
| 姚浩政 | 果       | 陳力恆之手下 於第6集被捕                                                                                            |
| 鄭詠謙 | 鬼       | 劉秉駒之手下 於第6集被陳力恆打傷                                                                                    |
| 黎桐康 |          | 劉秉駒之手下 |
| 黃得生 | 成       | 劉秉駒之手下 於第6集被陳力恆打傷                                                                                    |
| 李 豪  | 功夫迷   | |
| 司徒暉 | 功夫迷   | |
| 李漫芬 | 自殺女子 | |
| 劉天龍 | -        | CID |
| 黃耀煌 | -        | CID |
| 周麗欣 | -        | CID |
| 傅劍虹 | Jason    | 廚師 |

#### 少年犯（第7集）
| 演員   | 角色       | 暱稱／關係 |
| 陳宇琛 | 楊少聰     | 聰仔 PC吧侍應 楊毅將、霞姐之子 甘國文之好友，與其勾結，後反目 受甘國文唆使槍殺孫文浩，後來良心發現只槍傷其大腿 於第7集被捕 童年由劉彥夆飾演 |
| 李天翔 | 甘國文     | 大哥文 黑社會成員、吸毒者 享叔之手下 邱駿軒之天敵 於第7集打傷展雲超棄置其為屍體 於第7集被莊卓源開槍射殺                                     |
|        | 享 叔      | 黑社會老大 楊毅將、鄭成智、甘國文之頭目 |
| 李岡龍 | 孫文浩     | 享叔之怨恨對象 原為楊少聰之槍殺目標，但其後只被槍傷大腿後離開                                                                               |
| 彭俐瑤 | 孫文浩女兒 | 上洗手間後，目撃爸爸被楊少聰槍傷大腿，後與父親離開                                                                                          |
|        | 楊毅將     | 阿將 霞姐之亡夫 楊少聰之亡父 黑社會成員 享叔之手下 鄭成智之同夥，後反目 早年慾殺害鄭成智未成反遭其殺害                                      |
| 呂 珊  | 霞 姐      | 楊毅將之妻 楊少聰之母 與展雲超不和，後和好                                                                                                  |
|        | 鄭成智     | 阿智 黑社會成員 楊毅將之同夥，後反目 早年被展雲超抓到後要求逃脫，最後殺害楊毅將                                                             |
| 司徒暉 |            | 享叔、甘國文之手下 於第7集被捕 |
| 劉秉賓 |            | 享叔、甘國文之手下 於第7集被捕 |
| 白 彪  | 展雲超     | 超叔、超Sir 老闆 參見展家 |
| 盧宛茵 | 羅寶蓮     | Pauline姐 老闆娘 參見展家 |
| 王 青  | 古 成      | 成叔 調酒師 |
| 孫慧雪 |            | 侍應 |
| 范彩兒 |            | 侍應 |

#### 富二代旅行團綁架案（第8集）
| 演員   | 角色   | 暱稱／關係                                                                                          |
| 王君馨 | 舒子麗 | Laurine 舒子銘同父異母之妹 暗戀俞學禮 於第8集遭綁架，後被警方成功救出                               |
| 溫家偉 | 舒子銘 | Jacob 舒子麗同父異母之兄 林又廷之好友 於第8集遭綁架，後被警方成功救出                               |
| 周志康 | 林又廷 | Matthew 马来西亚 富二代華僑 舒子銘之好友 有吸毒習慣及曾經無牌駕駛 於第8集遭綁架，後家人交贖款後獲釋 |
| 日 伽  | 青野雪 | 日本 富二代 有高買習慣 於第8集遭綁架，後家人交贖款後獲釋                                            |
| 魏焌皓 | 蔣世澤 | Ron 臺灣 富二代 於第8集遭綁架，後家人交贖款後獲釋                                                   |
| 蔡曜力 | 溫禮   | Jack 臺灣 富二代 於第8集遭綁架，後家人交贖款後獲釋                                                  |
| 羅鈞滿 | 鄭威廉 | 富二代 於第8集遭綁架，後家人交贖款後獲釋                                                            |
| 頌 誼  | 劉穎芝 | 新加坡富二代 於第8集遭綁架，後家人交贖款後獲釋                                                      |
| 馬貫東 | 阮文山 | 越南 富二代 於第8集遭綁架，後家人交贖款後獲釋                                                       |
| 江梓瑋 | 沈逸風 | 汶莱 富二代 於第8集遭綁架，後家人交贖款後獲釋                                                       |
| 陳亭嘉 | Cammy  | o靚模                                                                                               |
| 陳嘉嘉 |        | o靚模                                                                                               |
| 李君妍 |        | o靚模                                                                                               |
| 沈愛琳 |        | o靚模                                                                                               |
| 羅欣羚 |        | o靚模                                                                                               |
| 蔡康年 | David  | 投資課負責人 於第8集被綁匪開槍打死                                                                  |
| 羅浩楷 | 蕭先生 | 古董店負責人                                                                                        |
| 陳宛蔚 | Lora   | 空姐 丁慧慧之下屬                                                                                   |
| 布偉傑 | 蘇 隆  | Solen 綁匪首領 於第8集被捕                                                                          |
| 葉 暐  | 一發   | 綁匪 蘇隆之手下 假扮旅遊巴司機，綁架富二代 於第8集被捕                                              |
| 張智軒 | 楊 軍  | 綁匪 蘇隆之手下 於第8集被俞學禮開槍殺死                                                             |
| 卓 躒  | 貢 猜  | 綁匪 蘇隆之手下 於第8集被俞學禮開槍殺死                                                             |

#### 軍事狂迷（第9集）
| 演員   | 角色   | 暱稱／關係                                                                                          |
| 唐詩詠 | 裴芷琪 | Kary 臨床心理學家 畢世榮之女友 莊卓嬅之師妹 沉迷改槍，利用活人作槍靶 於第9集被拘捕 童年由林健童飾演 |
| 李雨陽 | 畢世榮 | Eugene 改槍專家 裴芷琪之男友 於第9集被莊卓源開槍射死                                                |
| 黃子恒 | 信     | 裴芷琪、畢世榮之好友 於第9集被展瀚韜開槍射死                                                        |
| 呂 熙  | 安     | 裴芷琪、畢世榮之好友 於第9集被展瀚韜開槍射死                                                        |
| 吳雲甫 | 達     | 裴芷琪、畢世榮之好友 於第9集被拘捕                                                                  |
|        | 徐 林  | 無業遊民 育有一女 曾有強姦、敲詐、勒索之案底 於第9集被裴芷琪開槍射死                                |
|        | 古惑仔 | 無業遊民 與裴芷琪不和 於第9集被裴芷琪開槍射傷後，頭部受撞擊身亡，並被裴芷琪等人埋屍                 |
|        | 譚志廣 | 綜援無業遊民 曾有搶劫、傷人、拒捕之案底 於第9集被裴芷琪開槍射死                                     |
| 鄭世豪 | 醒 哥  | 槍王 槍店老闆                                                                                       |
| 曾 敏  |        | 莊卓嬅之中學學妹                                                                                    |
| 鄭瑩瑩 |        | 莊卓嬅之中學學妹                                                                                    |
| 李美慧 |        | 莊卓嬅之中學學妹                                                                                    |
| 丁樂鍶 |        | 莊卓嬅之中學同學                                                                                    |

#### 飛虎、慈父、丈夫（第10集）
| 演員   | 角色   | 暱稱／關係                                                         |
| 鄧梓峰 | 洪 堅  | 保安公司經理、實為賊匪 前飛虎隊隊員，梁日鋒之舊下屬 於第10集被拘捕 |
| 洋     | 聶繼培 | 加拿大富豪，暗中从事非法勾当 洪堅之老闆，後反目 於第10集被洪堅打暈 |
| 林敬剛 | Dick   | 聶繼培、洪堅之保鏢 於第10集被保鏢根開槍射死                        |
| 王維德 | 保鏢海 | 保安公司員工、實為賊匪 於第10集被拘捕                              |
| 張松枝 | 保鏢根 | 保安公司員工、實為賊匪 於第10集被警方射死                          |
| 魏惠文 | 保鏢義 | 洪堅下屬 於第10集被梁日鋒射死                                      |
| 張韋怡 |        | 伴女                                                               |

#### 我要做警察 （第11集）
| 演員   | 角色   | 暱稱／關係                                                                                           |
| 郭政鴻 | 丁有田 | 田少 圍村惡少 莊卓嬅之天敵 陷害李潤秋 騙取齊媽屋契及禁錮齊媽 教唆鄧福齊槍殺莊卓嬅不遂 於第11集被拘捕 |
| 黃智雯 | 蘇文強 | Madam蘇、阿強 參見特别任务连（飞虎队） 鄧福齊之好友                                                  |
| 林子善 | 鄧福齊 | 阿齊、叻Sir 輕度智障 蘇文強之好友 童年由冼海諾飾演 於第11集因槍傷方永彬而被拘捕                      |
| 劉桂芳 | 齊 媽  | 鄧福齊之母                                                                                           |
|        | 四 婆  | 鄧福齊之四婆                                                                                         |
| 彭比得 | 烏 頭  | 丁有田之手下 於第11集被拘捕                                                                          |
| 關浩揚 | 青 蛙  | 丁有田之手下 於第11集被俞學禮打暈                                                                    |
| 黎振燁 | 大 牛  | 丁有田之手下 於第11集被俞學禮打暈                                                                    |
| 謝靜婷 |        | 丁有田之女友                                                                                         |
|        | 李潤秋 | 爛賭秋、隱形賭神 賭徒 於第11集被丁有田陷害並被其推下墜樓身亡                                         |
| 鄧健泓 | 方永彬 | Ben 於第11集被鄧福齊槍傷，後康復 參見有組織罪案及三合會調查科（O記）                                 |

#### 炸彈狂徒（第12集）
| 演員   | 角色     | 暱稱／關係                                                                                              |
| 陳自瑤 | 程婉婷   | 前圖書館管理員，醫院義工 炸彈狂徒 詹啟維之情婦 於第12集被拘捕                                           |
| 李國麟 | 詹啟維   | 前電子工程教授，現為中學教師 程婉婷之情夫 於第12集引爆炸彈自殺身亡                                      |
| 黎彼德 | 古德勝   | 前大學撥款委員，現為銀行財務總監 曾不批准詹啟維研究經費 於第12集被程婉婷設置的手機炸彈炸死              |
|        | 劉繼言   | 前大學撥款委員兼大学校长 曾不批准詹啟維研究經費并开除其 患有末期癌症 於第12集被程婉婷設置的藥丸炸彈毒死 |
|        | 司徒國章 | 前大學電子工程教授 獲得本屬詹啟維的研究經費 於第12集被程婉婷脅持，後獲救                                |
| 楊瑞麟 | 吳律師   | 詹啟維之代表律師                                                                                        |
| 潘冠霖 | 銀行職員 | 於第12集遭匪徒脅持並被安裝定時炸彈，後被獲救                                                            |

#### 賊王回歸 （第1、13集）
| 演員       | 角色   | 暱稱／關係 |
| 馬國明     | 杜天宇 | 宇哥 賊王、逃犯 姚美玲之夫 展瀚韜、莊卓源之天敵 於第13集自殘後成功逃獄 用麻醉針麻醉並擄走邱駿軒 劫持旅行社小輪 槍傷莊卓源、丁慧慧 於第13集欲跟展瀚韜同歸於盡用人肉炸彈自殺後失踪，其後證實死亡                |
| 賈曉晨     | 姚美玲 | 賊王后 杜天宇之妻 父母死後由蘋姐撫養成人 綁架趙婉曼以威脅蔣柏堯助杜天宇逃獄 於第13集成功劫獄救了杜天宇 於第13集因邱駿軒射爆船上引擎而燒傷毀容 於第13集開槍殺害邱駿軒 於第13集被莊卓嬅槍傷，後因為細菌感染不治 |
| 陳榮峻     |        | 律師 為姚美玲向杜天宇提出離婚 |
| 鄧英敏     | 蔣柏堯 | 城中首富 趙婉曼之夫 被杜天宇威脅，協助他逃獄 |
| 陳念君     | 趙婉曼 | 蔣柏堯之妻 被杜天宇威脅，協助他逃獄 |
| 李家鼎     | 權     | 權叔、街市權 黑道最終話事人、走私大王 被眾飛虎要求供出杜天宇位置 供出杜天宇曾找黑道醫生治療 |
| 李海生     |        | 黑道頭目 權之同伙 |
|            | 蘋 姐  | 姚美玲之鄰居，姚美玲父母死後開始照顧姚美玲 |
| 鄺佐輝     | 張醫生 | 黑道醫生 曾替杜天宇、姚美玲治療 |
| 鄭家生     | 林忠恩 | 忠哥 監獄大佬 鄙視杜天宇 拔刀後被杜天宇拿走自殘 |
| 趙敏通     |        | 囚犯 忠哥之手下 |
| Joe Junior | 明 叔  | 蔣家之保安員 |
| 李善恆     |        | 蔣柏堯保鑣 |
| 張國洪     |        | 杜天宇之手下 於第13集被警方開槍擊斃 |
| 李偉健     |        | 杜天宇之手下 於第13集被警方開槍擊斃 |
| 沈可欣     |        | 郵輪職員 |
| 阮 兒      |        | 旅行團領隊 |
| 陳狄克     |        | 團友 |

#### 劫機（第13集）
| 演員   | 角色   | 暱稱／關係                                                                                          |
| 喬寶寶 |        | 恐怖分子 劫持飛往馬爾代夫的飛機                                                                     |
|        | Mandy  | 空中服務員 被劫機，人質                                                                             |
| 马德钟 | 展瀚韜 | 高级督察，飛虎隊A team隊長 莊卓嬅之男友 於第13集乘搭飛機往馬爾代夫時被劫持 參見特別任務連（飛虎隊） |
| 宣 萱  | 莊卓嬅 | O記高级督察 展瀚韜之女友 於第13集乘搭飛機往馬爾代夫時被劫持 參見有組織罪案及三合會調查科（O記）     |

### 其他演員
| 演員   | 角色   | 暱稱／關係                                                            |
| 苟芸慧 | 丁慧慧 | 空中服務員 展瀚韜之女友，後分手 莊卓源之女友，下輯飛虎II 转当軍裝警員 |
| 黃子雄 | 錢富邦 | 阿邦、Ivan 莊卓嬅之前男友 于两年前意外被炸死                          |
| 張達倫 | 邱駿生 | 邱Sir 總督察 邱駿軒之兄                                               |
| 賀文傑 | 張Sir  | 法醫                                                                  |
| 吳幸美 | 鄧宇婷 | 新聞報導員                                                            |

## 記事
- 2011年1月5日：此劇於12:30在將軍澳電視廣播城一廠停車場舉行試造型記者會。[2]
- 2011年1月18日：此劇於12:30在將軍澳電視廣播城民初街舉行飛虎隊訓練探班。[3]
- 2011年1月20日：正式開拍。
- 2011年1月26日：此劇於14:30在將軍澳電視廣播城十六廠舉行開廠拜神儀式。[4]
- 2011年3月30日：本劇原本進行拍攝了一場悍匪挾持旅遊巴士的戲份，尤其情節與馬尼拉人質事件雷同，惹來部份網民不滿。電視台經過檢討後，為免觸動港人傷疤，於翌日作出罕有的決定，取消該戲份的拍攝工作，已拍攝的戲分則會全部刪除。[5]
- 2011年4月13日：全劇殺青。
- 2012年7月7日：此劇於13:00於將軍澳新都城中心二期中庭舉行「最新任務」宣傳活動。[6]
- 2012年8月12日：晚上21:00-21:20及23:15-23:20，於翡翠台及高清翡翠台播映特備節目《飛虎 終極任務》，節目主持崔建邦及陳倩揚，並邀請劇中一衆演員大談拍攝期間之辛酸及苦樂。

## 軼事
- 2012年，有網民發現，自1994年無綫電視劇集《餐餐有宋家》開始18年來，每逢宣萱參演的古裝劇、時裝劇甚至電影角色全被安排做人質被綁架，被脅持的武器包羅萬有，當中宣萱於1994年無綫電視劇集《餐餐有宋家》被原子筆脅持最為荒謬，但每次角色因「主角光環」而安然無恙。截至2012年無綫電視劇集《飛虎》為止，宣萱曾於21套無綫電視劇集竟被脅持了22次，當中宣萱於2011年無綫電視劇集《萬凰之王》更被脅持了兩次，加上2011年新加坡劇集《萬福樓》、1996年無綫電視電影《虎膽虹威》及1997年電影《檔案X殺人犯》，宣萱共被脅持了25次，大破影視界紀錄，堪稱「存活率最高的人質王」，甚至被戲言「有宣萱的地方就有綁架發生」。[7][8]

### 由倉底劇變開拍續集
此劇為男女主角馬德鐘及宣萱在無綫電視合約中的最後作品，無綫電視為免替離巢藝員做勢而在2011年完成製作後一直將本劇「雪藏」，直至2012年才首播，但卻被安排在被指是「超級炮灰檔」的星期日21:30播出，雖然無綫美其名指他們此舉為「開闢新時段」，不過《飛虎》播畢後，卻沒有再安排首播劇集在同一時段播映。不過播出後卻獲好評，成為一周最高收視節目。此舉女主角宣萱感意外，事後無綫電視一改對此劇的態度，並籌備開拍續集。最終續集《飛虎II》在2013年製作，2014集成為台慶劇播出，然而續集播出後收視低迷，亦因不合理情節過多而淪為網絡笑柄，與此劇反響大相逕庭。

## 收視
以下為本劇於香港無綫電視翡翠台、高清翡翠台之收視紀錄： 
| 週次 | 集數 | 日期          | 平均收視 | 最高收視 | 百分比 |
| 1    | 01   | 2012年6月24日 | 29點     | 30點     | 97%    |
| 2    | 02   | 2012年7月1日  | 28點     |          |        |
| 3    | 03   | 2012年7月8日  | 30點     | 31點     |        |
| 4    | 04   | 2012年7月14日 | 26點     |          |        |
| 4    | 05   | 2012年7月15日 | 31點     | 33點     | 99%    |
| 5    | 06   | 2012年7月21日 | 26點     |          |        |
| 5    | 07   | 2012年7月22日 | 31點     |          |        |
| 6    | 08   | 2012年7月28日 | 27點     |          |        |
| 6    | 09   | 2012年7月29日 | 29點     |          |        |
| 7    | 10   | 2012年8月4日  | 27點     |          |        |
| 7    | 11   | 2012年8月5日  | 26點     |          |        |
| 8    | 12   | 2012年8月11日 | 28點     |          |        |
| 8    | 13   | 2012年8月12日 | 30點     | 36點     |        |

- 全劇平均28點，成為2012年度周六日黃金時段收視冠軍。

## 獎項

### 萬千星輝頒獎典禮2012
| 獎項           | 單位   | 結果 |
| -------------- | ------ | ---- |
| 最佳劇集       | 飛虎   | 提名 |
| 最佳男主角     | 马德钟 | 提名 |
| 飛躍進步男藝員 | 王浩信 | 提名 |
| 飛躍進步男藝員 | 梁烈唯 | 獲獎 |
| 飛躍進步男藝員 | 羅仲謙 | 提名 |
| 飛躍進步女藝員 | 苟芸慧 | 提名 |
| 飛躍進步女藝員 | 黃智雯 | 獲獎 |

## 不合理情節
- 飛虎隊於2002年已經將行動組內的攻擊隊與狙擊隊獨立成隊，因此劇中的2個A team狙擊手不應存在。
- 第5集，有關毒品的案件應由毒品調查科來調查，而不應由O記獨自調查。
- 第6集，艾威飾演的劉秉駒和敖嘉年飾演的陳力恆兩人只是發生肢體衝突，而兩人均沒有持有重型槍械或武器，飛虎隊理應無須出動。
- 第13集的劫機應由機場特警組處理而非飛虎隊。

## 電視節目的變遷
| 無綫電視翡翠台、高清翡翠台 星期日 22:00-23:45 時段 | 無綫電視翡翠台、高清翡翠台 星期日 22:00-23:45 時段                                                                      | 無綫電視翡翠台、高清翡翠台 星期日 22:00-23:45 時段 |
| --- | --- | --- |
| | 飛虎 （第1集） （2012.06.24）                                                                                           | |
| 五覺大戰 （第14-15集） （2012.06.10 - 2012.06.17）（21:00-22:30） 三個女人一個墟 （第6-12集） （2012.05.06 - 2012.06.17）（22:30-23:30） 晚間新聞 星期日 （- 2012.06.17）（23:30-23:45） | 飛虎 （第2、3、5、7、9、11集） （2012.07.01 - 2012.08.05）（22:00-23:30） 晚間新聞 星期日 （2012.07.01）（23:30-23:45） | |
| 無綫電視翡翠台、高清翡翠台 星期日 22:00-23:30 時段 | | |
| 飛虎 （第1集） （2012.06.24）（22:00-23:45） | 飛虎 （第2、3、5、7、9、11集） （2012.07.01 - 2012.08.05）                                                              | 飛虎（大結局） （第13集） （2012.08.12）（21:20-23:15） 飛虎 終極任務 （2012.08.12）（23:15-23:20） Amazing Summer玩轉暑假熱爆fun （2012.08.12）（23:20-23:30）     |
| 無綫電視翡翠台、高清翡翠台 星期六 21:30-23:00 時段 | | |
| 2012翡翠歌星紅白鬥 （2012.07.07）（20:30-23:45） | 飛虎 （第4、6、8、10、12集） （2012.07.14 - 2012.08.11）                                                                | 2012勁歌金曲優秀選第二回 （2012.08.18） |
| 無綫電視翡翠台、高清翡翠台 星期日 21:20-23:15 時段 | | |
| 環遊世界明星賽 （第1-5集） （2012.07.08 - 2012.08.05）（21:00-22:00） 飛虎 （第2、3、5、7、9、11集） （2012.07.01 - 2012.08.05）（22:00-23:30）                                          | 飛虎（大結局） （第13集） （2012.08.12）                                                                                | 環遊世界明星賽 （第6集） （2012.08.19）（21:00-22:00） 2012香港小姐競選 十強預戰 （2012.08.19）（22:00-23:00） 細味澳門15年 （第2集） （2012.08.19）（23:00-23:30） |

| 星和娛家戲劇台 星期日 22:00-23:30 時段                    | 星和娛家戲劇台 星期日 22:00-23:30 時段                                      | 星和娛家戲劇台 星期日 22:00-23:30 時段                    |
| --------------------------------------------------------- | --------------------------------------------------------------------------- | --------------------------------------------------------- |
|                                                           | 飛虎 （第1-3、5、7、9、11、13集） （2012.06.24 - 2012.08.12） PG13 暴力画面 |                                                           |
| 燦爛人生 （2012.1.8 - 2012.7.8）                          | 公主的男人（第11 - 24集） （2012.08.19 - 2012.9.30） （21:30-23:45）        |                                                           |
| 星和娛家戲劇台 星期六 22:00-23:30 時段                    |                                                                             |                                                           |
| 能聽見我的心嗎？ （第1-20集） （2012.05.05 - 2012.07.07） | 飛虎 （第4、6、8、10、12集） (2012.07.14 - 2012.08.11) PG13 暴力画面        | 听见他的心跳 （2012.08.18 － 2012.10.20） （21:30-23:45） |

| 美國 翡翠1台／翡翠2台 星期六日 21:05-22:30 時段（東岸時間） | 美國 翡翠1台／翡翠2台 星期六日 21:05-22:30 時段（東岸時間） | 美國 翡翠1台／翡翠2台 星期六日 21:05-22:30 時段（東岸時間） |
| ----------------------------------------------------------- | ----------------------------------------------------------- | ----------------------------------------------------------- |
|                                                             | 飛虎 （2012.06.24－2012.08.12）                             |                                                             |
| —                                                           | —                                                           |                                                             |

| 台灣 TVBS歡樂台 星期一至五 19:00-20:00 | 台灣 TVBS歡樂台 星期一至五 19:00-20:00 | 台灣 TVBS歡樂台 星期一至五 19:00-20:00 |
| -------------------------------------- | -------------------------------------- | -------------------------------------- |
|                                        | 飛虎 （2012.09.28 - 2012.10.25）       |                                        |
| 拳王 （2012.08.24 - 2012.09.27）       | 護花危情 （2012.10.26 - 2012.11.22）   |                                        |

| 新加坡 新传媒U频道 星期六，日 21:00 - 22:30                                             | 新加坡 新传媒U频道 星期六，日 21:00 - 22:30 | 新加坡 新传媒U频道 星期六，日 21:00 - 22:30 |
| --------------------------------------------------------------------------------------- | ------------------------------------------- | ------------------------------------------- |
|                                                                                         | 飛虎 （2014.05.04 - 2014.06.21） PG         |                                             |
| Monstar （2014.02.09 -2014.04.27） （20:30-22:30） 流氓蛋糕店 （2014.1.18.－2014.5.3.） | 49天 （2014.06.22 - 2014.08.23）            |                                             |